# 튀르키예 중앙은행
튀르키예 중앙은행(튀르키예어: Türkiye Cumhuriyet Merkez Bankası, TCMB)은 튀르키예의 중앙은행으로, 1930년 6월 11일 주식 회사의 형태로 설립되었다.
튀르키예 중앙은행의 지분은 네 등급으로 구분된다. A급 지분은 튀르키예 재무부가 단독으로 소유한다. B급 및 C급 지분은 튀르키예의 국영 은행들과 민영 은행, 그리고 특별한 몇 기업이 가진다. 나머지 D급 지분은 튀르키예의 영리 기관 및 튀르키예 국적의 사람과 법인이 가지게 된다.
튀르키예 중앙은행은 튀르키예의 물가 안정을 위해 따를 화폐 정책 및 사용할 정책 수단을 결정할 재량권을 가진다. 즉, 독립성이 보장되어 있다. 물가 안정이라는 목표를 달성하기 위해 튀르키예 중앙은행은 2006년부터 전면적인 물가안정목표제를 시행하고 있다.
튀르키예 중앙은행은 1926년부터 설립이 준비되었으나, 1931년 10월 3일 기관이 설립되어 1932년 1월 1일에 공식적으로 문을 열었다. 본래 30년 동안 독점적으로 화폐를 발행할 특권이 부여되었는데, 1955년에 이 기한이 1999년까지로 연장되었으며, 1994년에는 결국 무기한 연장되었다.